# Javier García-Gutiérrez Mosteiro
Javier García-Gutiérrez Mosteiro es un arquitecto español especialista en patrimonio arquitectónico y catedrático de la ETSAM en el departamento de ideación gráfica arquitectónica. Es autor de numerosos artículos científicos.

## Trayectoria
García-Gutiérrez es arquitecto y, desde 1996, doctor arquitecto por la Escuela Técnica Superior de Arquitectura de Madrid con la tesis de título Dibujo y proyecto en la obra de Luis Moya redactada y leída tras la investigación sobre la obra del arquitecto Luis Moya Blanco, y dirigida por Pedro Navascués. Desarrolla su actividad en los campos de la docencia y la investigación, ha sido docente en diversas universidades extranjeras y españolas. Desde 2007 es catedrático de la Escuela Técnica Superior de Arquitectura de Madrid de la Universidad Politécnica de Madrid. Ha ocupado cargos directivos, entre otros, el de subdirector de Doctorado, postgrado e investigación en la Universidad Politécnica de Madrid.
García-Gutiérrez colabora en revistas de arquitectura, es autor de artículos, como los publicados en la Biblioteca Virtual Miguel de Cervantes, sobre la obra de los arquitectos Juan Bautista Lázaro, Luis Moya Blanco, Miguel Fisac, y Gaudí, entre otros, autor de numerosos libros, como el de título Elementos de dibujo para geometría descriptiva publicado en el año 2003, así como de artículos de investigación en obras colectivas y artículos de divulgación como los escritos para el periódico El País.
García-Gutiérrez es comisario de exposiciones sobre arquitectura y urbanismo, en sedes internacionales y nacionales, como la realizada en Madrid en el Cuartel del Conde-Duque sobre la obra realizada por el arquitecto Luis Bellido durante el periodo 1905 a 1939 en el que fue arquitecto municipal de Madrid, de octubre de 2021 a marzo de 2022.
García-Gutiérrez es director del Máster universitario en Conservación y restauración del Patrimonio arquitectónico gestionado por la ETSAM.

## Publicaciones seleccionadas

###### Obras enBiblioteca Virtual Miguel de Cervantes
- 1992 La obra arquitectónica de Juan Bautista Lázaro. Boletín de la Real Academia de Bellas Artes de San Fernando, núm. 74 (1992), pp. 445-498[9]
- 1993 Los distintos usos del dibujo de arquitectura en Luis Moya Blanco. Boletín de la Real Academia de Bellas Artes de San Fernando, núm. 77 (1993), pp. 245-294[10]
- 2000 Un trozo de aire humanizado. Conversación con Miguel Fisac. Cuadernos Hispanoamericanos, núm. 606, pp. 95-104[11]
- 2002 El genio constructor de Gaudí. Cuadernos Hispanoamericanos, núm. 630, pp. 51-60[12]

###### Libros
- 1993 Cuaderno de apuntes de construcción de Luis Moya. En colaboración con Luis Moya González. ISBN: 84-600-8602-X[13]
- 2003 Elementos de dibujo para geometría descriptiva. Editor: Instituto Juan de Herrera. ISBN: 84-9728-088-1[14]